# Dacrymyces paraphysatus
Dacrymyces paraphysatus är en svampart som beskrevs av Lindsay Shepherd Olive 1958. Dacrymyces paraphysatus ingår i släktet Dacrymyces och familjen Dacrymycetaceae.   Inga underarter finns listade i Catalogue of Life.